# Спейслаб
„Спейслаб“ е американска космическа лаборатория за многократна употреба, предназначена за провеждане на експерименти в околоземна орбита в условия на микрогравитация, която може да лети като полезен товар на совалките „Спейс шатъл“.
Тя е аналог на пилотирана орбитална станция, извършваща полет само заедно с космически кораб. „Спейслаб“ се състои от няколко компонента: херметичен отсек, нехерметична открита платформа и друго оборудване, разположено в товарния отсек на совалката, вратите на който по време на полет са винаги отворени. При всеки старт се използват определени компоненти, в съответствие с нуждите на мисията.

## Предистория
През април 1973 година НАСА и ESRO (Европейската организация за космически изследвания) (от 1975 г. – Европейска космическа агенция) решават да се изгради сегментирана лаборатория за космически изследвания за използване по време на полет на космическата совалка). Строителството започва през 1974 г. Първият сегмент на лабораторията – модулът LM-1 е предаден на НАСА от ЕКА безплатно, в замяна на правото да летят на совалките европейски астронавти. Вторият сегмент, модул LM-2, е купен от НАСА за собствена употреба. В допълнение към лабораторията са произведени пет палета за извършване на експерименти в условията на вакуум. Възможните конфигурации са осем на брой.
Spacelab-компонентите са използвани за първи път през 1983 г. Всички елементи, с изключение на външните палети са изтеглени от експлоатация през 1998 г., след общо 25 полета. Научната работа ще се извършва от тази дата на Международната космическа станция. Външните палети се използват повторно през 2000 г. по време на полет STS-99 и през 2008 г., по време на мисия STS-123.
Херметични модули за Спейслаб от името на ЕКА строи Италия (Италианска космическа агенция). Този опит впоследствие позволява ЕКА и Италия да създадат за Международната космическа станция (МКС) модулите „Кълъмбъс“, „Хармъни“, „Транквилити“, „Купола“ и изстрелваните с помощта на совалките херметични многофункционални товарни модули (MPLM) „Леонардо“, „Рафаело“ и „Донатело“.
Наследник на Спейслаб е аналогичната, но по-малка лаборатория Спейсхеб.

## Мисии със „Спейслаб“
Откритата нехерметична платформа се състои от отделни секции, а в полет могат да бъдат до пет такива. Произведени са два херметични отсека: LM-1 и LM-2. За полетите, когато в космоса излитат само секции, без херметичен отсек, понякога се използва Igloo (Иглу), малък херметичен модул, където се разполагат прибор, които не могат да работят във вакуум.
Всички мисии са проведени полза и интерес на ЕКА и НАСА, с изключение на три: две мисии за ФРГ, означени с D1 и D2 и една за Япония, означена с J.
| Полет   | Совалка   | Дата на старта    | Мисия Спейслаб | Херметичен отсек | Нехерметична платформа                             |
| ------- | --------- | ----------------- | -------------- | ---------------- | -------------------------------------------------- |
| STS-2   | Колумбия  | 12 ноември 1981   | OSTA-1         |                  | 1 секция                                           |
| STS-3   | Колумбия  | 22 март 1982      | OSS-1          |                  | 1 секция                                           |
| STS-9   | Колумбия  | 28 ноември 1983   | Spacelab 1     | Модул LM-1       | 1 секция                                           |
| STS-41G | Чалънджър | 5 октомври 1984   | OSTA-3         |                  | 1 секция                                           |
| STS-51B | Чалънджър | 29 април 1985     | Spacelab 3     | Модул LM-1       | Multi-Purpose Experiment Support Structure (MPESS) |
| STS-51F | Чалънджър | 29 юли 1985       | Spacelab 2     | Igloo            | 3 секции + IPS                                     |
| STS-61A | Чалънджър | 30 октомври 1985  | Spacelab D1    | Модул LM-2       | MPESS                                              |
| STS-35  | Колумбия  | 2 декември 1990   | ASTRO-1        | Igloo            | 2 секции + IPS                                     |
| STS-40  | Колумбия  | 5 юни 1991        | SLS-1          | Модул LM-1       |                                                    |
| STS-42  | Дискавъри | 22 януари 1992    | IML-1          | Модул LM-2       |                                                    |
| STS-45  | Атлантис  | 24 март 1992      | ATLAS-1        | Igloo            | 2 секции                                           |
| STS-50  | Колумбия  | 25 юни 1992       | USML-1         | Модул LM-1       | Extended Duration Orbiter (EDO)                    |
| STS-46  | Атлантис  | 31 юли 1992       |                |                  | 1 секция                                           |
| STS-47  | Индевър   | 12 септември 1992 | Spacelab-J     | Модул LM-2       |                                                    |
| STS-56  | Дискавъри | 8 април 1993      | ATLAS-2        | Igloo            | 1 секция                                           |
| STS-55  | Колумбия  | 26 април 1993     | Spacelab D2    | Модул LM-1       | Unique Support Structure (USS)                     |
| STS-58  | Колумбия  | 18 октомври 1993  | SLS-2          | Модул LM-2       | EDO                                                |
| STS-59  | Индевър   | 9 април 1994      | SRL-1          |                  | 1 секция                                           |
| STS-65  | Колумбия  | 8 юли 1994        | IML-2          | Модул LM1        | EDO                                                |
| STS-64  | Дискавъри | 9 септември 1994  | LITE           |                  | 1 секция                                           |
| STS-68  | Индевър   | 30 септември 1994 | SRL-2          |                  | 1 секция                                           |
| STS-66  | Атлантис  | 3 ноември 1994    | ATLAS-3        | Igloo            | 1 секция                                           |
| STS-67  | Индевър   | 2 март 1995       | ASTRO-2        | Igloo            | 2 секции + EDO                                     |
| STS-71  | Атлантис  | 27 юни 1995       | Spacelab-Mir   | Модул LM-2       |                                                    |
| STS-73  | Колумбия  | 20 октомври 1995  | USML-2         | Модул LM-1       | EDO                                                |
| STS-75  | Колумбия  | 22 февруари 1996  |                |                  | 1 секция                                           |
| STS-78  | Колумбия  | 20 юни 1996       | LMS            | Модул LM-2       | EDO                                                |
| STS-82  | Дискавъри | 21 февруари 1997  |                |                  | 1 секция                                           |
| STS-83  | Колумбия  | 4 април 1997      | MSL-1          | Модул LM-1       | EDO                                                |
| STS-94  | Колумбия  | 1 юли 1997        | MSL-1R         | Модул LM-1       | EDO                                                |
| STS-90  | Колумбия  | 17 април 1998     | Neurolab       | Модул LM-2       | EDO                                                |
| STS-99  | Индевър   | 11 февруари 2000  | SRTM           |                  | 1 секция                                           |